# Капітан порятунок (фільм, 1927)
Капітан порятунок (англ. Captain Salvation) — американська мелодрама режисера Джона С. Робертсона 1927 року.

## Сюжет
У маленьке село в Новій Англії, що стоїть на березі моря, повертається пройшовши навчання в семінарії Енсон Кемпбелл. Повертається до своєї нареченої Мері Філіпс і щоб зайняти місце священика у місцевій церкві. На розчарування пуританської громади семінарія не змогла вбити в Енсоні живу людську душу. Крім того, до нещастя, поруч терпить крах корабель і на берег потрапляє напівжива, вигнана з Бостона портова повія Бесс Морган. Пуританське, істинно віруюче населення не бажає надавати їй допомогу і рятує її тільки молодий священик.

## У ролях
- Ларс Гансон — Енсон Кемпбелл
- Марселін Дей — Мері Філіпс
- Полін Старк — Бесс Морган
- Ернест Торренс — капітан
- Джордж Фоусет — Зік Кросбі
- Сем Де Грасс — Пітер Кемпбелл
- Джей Хант — Натан Філліпс
- Юджин Бессерер — місіс Баксом
- Євгенія Форде — місіс Белоувс
- Флора Фінч — місіс Сніфті